# 斯蒂芬·布瓦耶
斯蒂芬·布瓦耶（法語：Stéphen Boyer，1996年4月10日—），法国男子排球运动员，2018年世界男排联赛银牌得主、2021年世界男排联赛铜牌得主、2020年夏季奥林匹克运动会男子金牌得主、2022年世界男排联赛金牌得主。